# 크루시
《크루시》(영어: The Crucifixion)는 미국에서 제작된 그자비에 장스 감독의 2017년 공포 영화이다. 소피 쿡슨 등이 출연하였고, 피터 새프런 등이 제작에 참여하였다. 알려진 다른 제목은 크루서픽션: 악령의 재림이다.
2005년 루마니아 바슬루이주 타나쿠에서 일어났던 실제 사건에 기초하였다.

## 줄거리
2004년 부쿠레슈티에서 한 수녀가 신부와 다른 수녀들에게서 가톨릭교회의 허가를 받지 않은 구마를 받던 중 사망하는 사건이 터지자 이에 관심을 갖게 된 뉴욕 새내기 언론인이 직접 조사에 나선다.

## 출연진
- 소피 쿡슨
- 브리터니 애슈워스
- 코르넬리우 울리치
- 라두 반자루
- 하비에르 보테트
- 라두 안드레이 미쿠
- 제프 롤